# 枚有春
枚有春（1917年—？），越南共和國政治、軍事人物。最終軍銜為陸軍中將。
出生於廣平省。在越南國時期，他於1951年至1954年期間擔任越南國家警察總長。後來這一職位移交給平川派的人物賴文創（Lại Văn Sang）。吳廷琰成為首相後，枚有春效忠於他，1955年率領越南國軍參加西貢戰役，對抗平川派犯罪組織，因功被提拔為將軍。後因被降級而轉而反對吳廷琰，並參加1963年推翻吳廷琰的政變。
吳廷琰被推翻後，枚有春擔任軍人革命委員會委員。三個月後，阮慶發動政變，枚有春同楊文明、尊室訂、陳文敦及黎文金一起被捕軟禁。隨後除了楊文明以外的四名將軍都被軍事法庭認定為「道德鬆弛」，解除了兵權，並驅逐到大叻。枚有春被任命為一個從事「研究和計劃」的官職。阮慶曾計劃將他們送往美國進行軍事學習，但沒有成功。
1975年4月29日，也就是西貢淪陷前一天，枚有春同阮成黃准將、阮鴻臺（Nguyễn Hồng Đài）上校一起登上海軍戰艦撤離，定居美國華盛頓。後因心臟病，於加利福尼亞州北部的一座城市逝世。